# Tetrixocephalus chilensis
Tetrixocephalus chilensis is een rechtvleugelig insect uit de familie Ommexechidae. De wetenschappelijke naam van deze soort is voor het eerst geldig gepubliceerd in 1970 door Ronderos.